# Кованько, Иван Афанасьевич
Ива́н Афана́сьевич Кова́нько (6 (17) января 1773 или 1774, Полтава или Полтавский уезд Новороссийской губернии — 4 (16) декабря 1830, Санкт-Петербург) — русский поэт.

## Биография
Происходил из небогатого украинского дворянского рода. Окончив Горное училище в Санкт-Петербурге (1792), служил в различных учреждениях горного ведомства.
В июне 1802 года вступил в Вольное общество любителей словесности, наук и художеств и стал одним из наиболее деятельных его членов. Вступая в общество, представил стихотворение «К поэтам потомства» (опубл. под загл. «Бардам потомства»: Свиток муз. — 1803. Кн. 2).
Другие его произведения: оды «Картина крамолы французской» (1799), «На поражение французов 5 и 6 ноября 1812 года между Смоленском и Красным, коего свидетелем был сам Наполеон» (1812), «На смерть князя Италийского графа Суворова-Рымникского» (1816), басня «Приговор Льва молодому благородному Волку» (1812), несколько посланий и образцов любовной лирики;  философские оды державинского стиля «Тленность» (Приятное и полезное. — 1795. Ч. 5), «Бог» (Новости рус. лит. — 1802. Ч. 1). Последнее перекликается с известной одой Г. Р. Державина, с которым Кованько, вероятно, был лично знаком и который посвятил ему комплиментарное четверостишие «Кованька! ты рожден Поэт…» (при жизни не опубл.; впервые: Державин Г. Р. Стихотворения. — М., 1933. — С. 370). В оде «Стихи великому певцу великих» (Новости рус. лит. — 1802. Ч. 1) выражено восторженное отношение Кованько к Державину, в ней ощущается идейное и стилистическое влияние его «Памятника».
Поместил ряд стихотворений в «Приятном и полезном препровождении времени» (1795), «Иппокрене» (1799), «Новой русской литературе» (1802), «Благонамеренном» и др. В эпоху Отечественной войны 1812 были очень популярны патриотические стихотворения Кованько «Солдатская песня»  (Сын отечества. — 1812. — № 2), «Ода на бегство Наполеона…» (Сын отечества. — 1812. — № 5), «Песня русского солдата…» (Сын отечества.  1815. — № 21), «На изгнание французов из Москвы», неопубликованная ода «На поражение французов 5 и 6 ноября 1812 года…»
Ему также принадлежат переводы — из Ж.-Ж. Бартелеми «Мадригал Платона, ученика Сократова из „Анахарсиса“» (Новости рус. лит. — 1802. Ч. 1), который затем вошёл в «Опыт русской анфологии…»  М. Л. Яковлева (СПб., 1828), «Радость. Ода г-на Шиллера», один из ранних русских переводов Ф. Шиллера, и «Мадригал» Е. Гварини (Новости рус. лит. — 1802. Ч. 1);